# Bothrops alternatus
Bothrops alternatus Duméril, Bibron & Duméril, 1854 è un serpente velenoso della famiglia Viperidae, molto diffuso nel sud America, prevalentemente in Brasile, Uruguay, Paraguay e Argentina.

## Descrizione
Può raggiungere la lunghezza di 1,70 m ma di solito non supera 1,20 m.

## Biologia
Si alimenta esclusivamente di piccoli roditori.
Il suo habitat è composto da boschi, campagna coltivata e pantani.
La riproduzione è vivipara; nascono dai 16 ai 20 figli, all'inizio della stagione piovosa.
Il momento della giornata in cui caccia è il crepuscolo e la notte, per questo siccome la sua vista non è molto buona ha sviluppato due metodi per individuare la preda:
1. le due fossette sensoriali situate ai lati della testa, tra l'occhio e la narice, con cui individua le prede a sangue caldo per la differenza di temperatura tra il loro corpo e l'ambiente;
2. la lingua per rastrellare il terreno dopo il morso e trovare la preda uccisa con il veleno.

### Veleno
Si dice che l'Urutu-cruzeiro, nome comune con cui viene chiamato il Botrops alternatus, "quando morde, se non uccide paralizza". Questo non è del tutto vero; il veleno degli Urutu è uguale a quello degli altri membri del genere Bothrops.
L'Urutu è molto pericoloso e spavaldo ma siccome non ama il pericolo se disturbato fugge.
Il nome Urutu-cruzeiro si deve alla presenza di un disegno sulla testa di alcuni individui e all'interno di ogni disegno del corpo a forma di croce (cruz).